# الفتى الذي في النفق (كتاب)
الفتى الذي في النفق بالتركية " Tüneldeki Çocuk" كتاب نشر للكاتب التركي سعيد فائق في عام 1955. طبعته دار الوجود ويتألف من 112 صفحة ونشر بعد وفاة الكاتب بعام.
يضم الكتاب تسعة قصص وثمانية تقارير. وقد نشر التقارير مسبقاً في الفترة من 2 فبراير إلى 21 ديسمبر 1947 على فترات في مجلة سبعة أيام. ومن تلك التقارير «نحو حال الإنسان، التقرير المتجول بقدمي، الرجل الذي لا يعرف ما هو السن ووجع السن، في منزل الملكة، معرض المجموعة دي».